# Hodonice (ort i Tjeckien, Södra Böhmen)
Hodonice är en ort i Tjeckien.   Den ligger i regionen Södra Böhmen, i den centrala delen av landet, 90 km söder om huvudstaden Prag. Hodonice ligger 420 meter över havet och antalet invånare är 126.
Terrängen runt Hodonice är platt. Runt Hodonice är det glesbefolkat, med 12 invånare per kvadratkilometer. Närmaste större samhälle är Bechyně, 3,3 km norr om Hodonice. Trakten runt Hodonice består till största delen av jordbruksmark.